# Le Bourg-d'Iré
Le Bourg-d'Iré là một xã thuộc tỉnh Maine-et-Loire trong vùng Pays de la Loire tây nước Pháp. Xã này nằm ở khu vực có độ cao trung bình 64 mét trên mực nước biển.
Sông Verzée tạo thành một phần ranh giới tây bắc, sau đó chảy theo hướng nam đông nam qua thị trấn.